# Iván Vásquez
Iván Gonzalo Vásquez Quilodrán (Lautaro, IX Región de la Araucanía, Chile, 13 de agosto de 1985) es un exfutbolista y actual entrenador chileno.

## Trayectoria
Nacido en las inferiores de la Escuela de Fútbol Futuro de Temuco, dirigida por el técnico Iván Ortiz. Luego emigró a Católica, donde el pupi se hizo un lugar a muy corta edad en el primer equipo. Debido al gran plantel de la UC, tuvo que emigrar a préstamo a Cobreloa, donde sumó experiencia para luego volver a ganarse un puesto de titular.
En 2009 es fichado por O'Higgins de Rancagua donde encuentra un lugar como mediocampista defensivo dentro del esquema titular. El 2011 ya es titular indiscutido, convirtiéndose en el 2º capitán de O'Higgins, y jugando defensivamente por la derecha en el mediocampo, siendo compañero de Fernando De la Fuente, que juega por la izquierda.
El 6 de julio de 2011 firma por el club chileno Audax Italiano, donde luego de buenas temporadas, su rendimiento fue decayendo, pasando de titular a la suplencia del primer equipo itálico, jugo hasta 2019. Actualmente juega en Magallanes

## Selección nacional
Sus destacadas actuaciones en el primer equipo de la UC le valieron una nominación a la selección sub-20 para disputar el Campeonato Sudamericano Sub-20 de 2005 clasificatorio para el Mundial Sub-20 de los Países Bajos en el 2005, el cual también disputó.

### Participaciones en Copas del Mundo
| Mundial                                | Sede         | Resultado   |
| -------------------------------------- | ------------ | ----------- |
| Copa Mundial de Fútbol Juvenil de 2005 | Países Bajos | 8° de final |

## Clubes

### Como jugador
| Club                 | País  | Año       |
| -------------------- | ----- | --------- |
| Universidad Católica | Chile | 2003-2009 |
| → Cobreloa (cedido)  | Chile | 2006      |
| O'Higgins            | Chile | 2009-2011 |
| Audax Italiano       | Chile | 2011-2019 |
| Magallanes           | Chile | 2020-2023 |
| Unión San Felipe     | Chile | 2024-Act  |

### Como entrenador
| Club       | País  | Año  |
| ---------- | ----- | ---- |
| Magallanes | Chile | 2025 |

## Palmarés

### Campeonatos nacionales
| Título             | Club                 | País  | Año    |
| ------------------ | -------------------- | ----- | ------ |
| Primera División   | Universidad Católica | Chile | 2005-C |
| Primera B          | Magallanes           | Chile | 2022   |
| Copa Chile         | Magallanes           | Chile | 2022   |
| Supercopa de Chile | Magallanes           | Chile | 2023   |